# 영국령 온두라스
영국령 온두라스(British Honduras)는 영국의 옛 왕령 식민지로 1783년 파리 조약에 따라 수립되었다. 온두강과 벨리즈강 사이의 삼림 벌채권을 얻은 영국은 1786년 런던 합의를 통해 시분강까지 영토를 확장했다. 이후 1787년 영국이 지배한 이 지역은 온두라스만 영국인 정착지(영어: British Settlements on the Bay of Honduras)라는 이름으로 불렸다. 1862년 영국 정부는 정착촌을 공식적인 식민지로 만드는 작업을 거쳤고, 식민지의 명칭도 "영국령 온두라스 왕령식민지"로 변경되었다. 이 이름은 약 1세기 동안 유지되다가 1973년 식민지의 독립이 예상되자 명칭을 벨리즈로 변경했다.
영국령 온두라스의 정치는 과테말라의 영유권 주장, 마야족의 내부 투쟁, 그리고 지속적인 식민지 행정기구 수립 시도 등이 연이어 이어지고 있었다. 영국령 온두라스의 공식적인 식민정부는 1871년이 되어서야 설립되었으며, 마야족의 독립 투쟁은 1913년 멕시코 혁명으로 멕시코 내부 문제가 해결된 후에야 종결되었다. 과테말라의 영국령 온두라스 영유권 주장은 1980년 영국과 과테말라의 합의로 일단락되었으나, 1990년대 과테말라는 벨리즈와의 합의를 깨고 벨리즈에 대한 영유권을 다시 주장하기 시작했다. 

## 같이 보기
- 벨리즈
- 과테말라